# Adelaide Croatia Raiders
Adelaide Croatia Raiders je hrvatski nogometni klub iz Adelaidea u Australiji osnovan 1952. godine.
Odlukom Austalskog nogometnog saveza iz 1992. godine, svi klubovi su iz svojih naziva morali izbaciti nacionalna obilježja, tako da je tadašnja Croatia Adelaide promijenila ime u ime u "Adelaide Raiders"'.

## Uspjesi
- Prvaci Južne Australije - South Australian Champions: 1980., 1984., 1988., 1997., 2002.
- Doprvaci Južne Australije: 1965., 1969., 1983., 1986., 1990., 1992., 1995., 2005., 2007.
- Prvaci Federacijskog kupa: 1960., 1962., 1974., 1977., 1982., 1988., 1990., 1991., 1992., 2003.
- Doprvaci Federacijskog kupa: 1959., 1998., 2005.
- Prvaci Coca-Cola (Top 4) kupa: 1984.
- Pobjednici Ampol kupa: 1961., 1989., 1990.
- Prvaci Divizije 1 Južne Australije: 1959., 1972., 1975.

## Vanjske poveznice
- Matica[neaktivna poveznica] 50 godina Brisbane Croatije